# Augustin Pajou

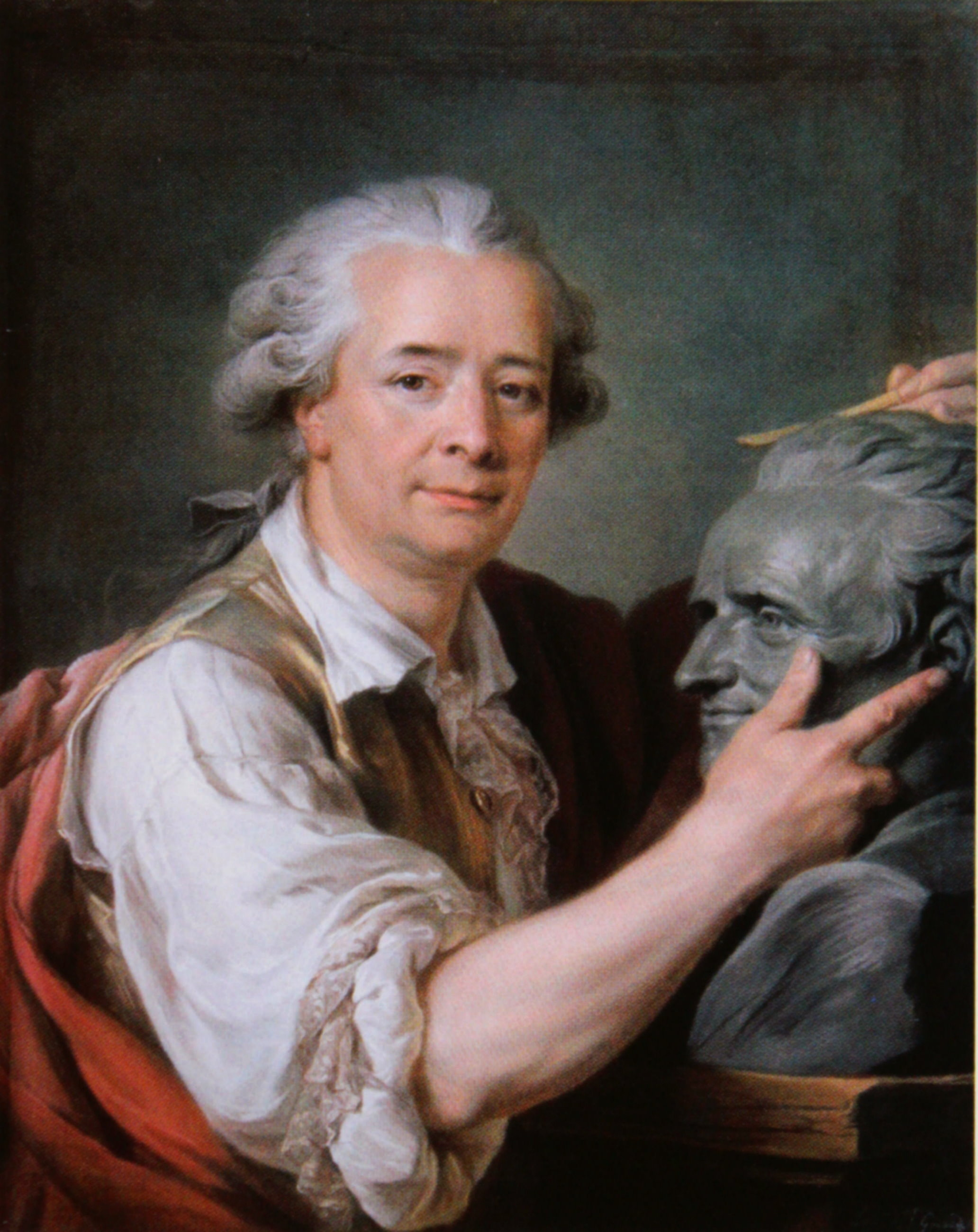
Pajou in 1782, door Adélaïde Labille-Guiard.

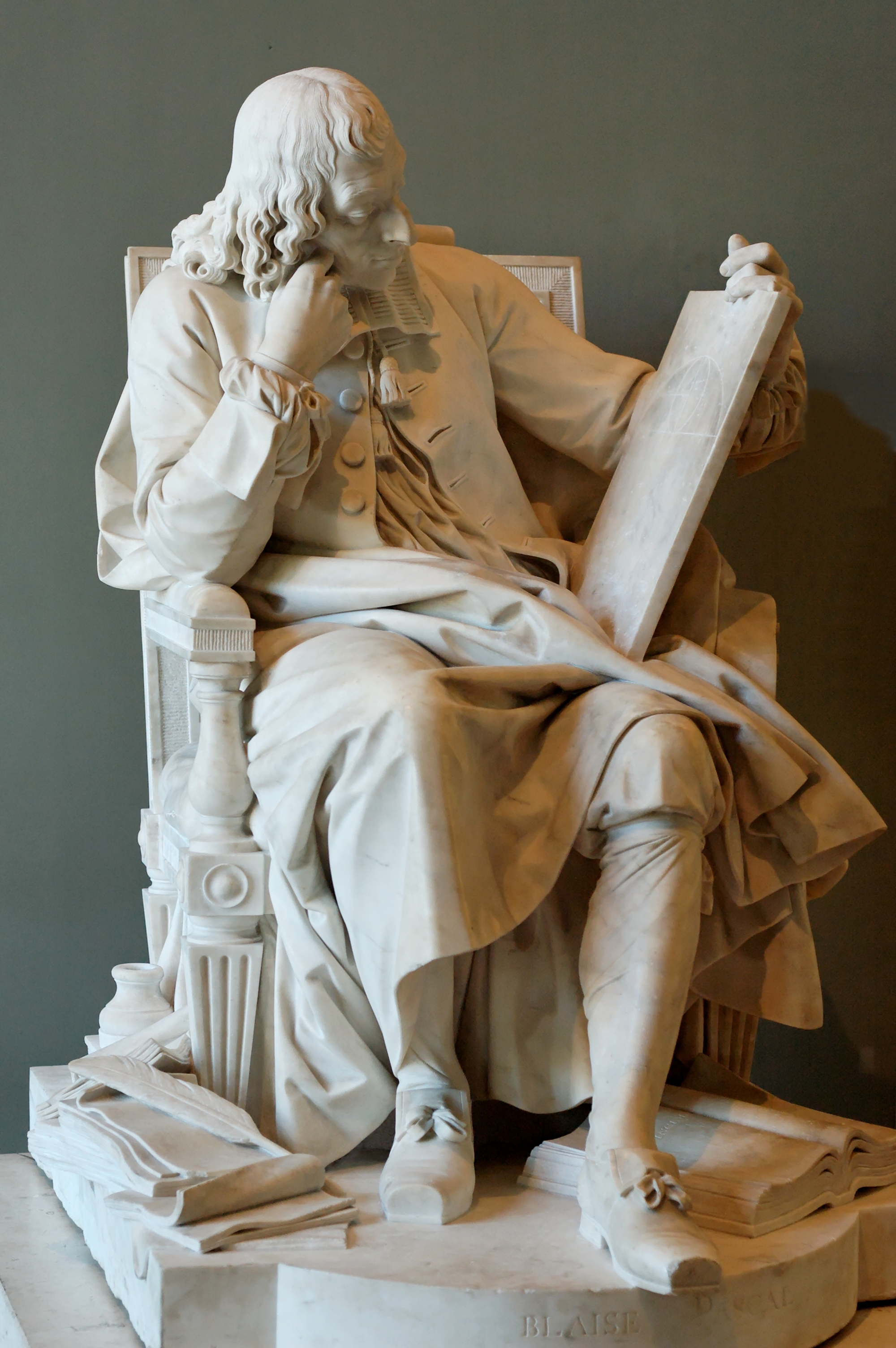
Blaise Pascal (1785)

Augustin Pajou (19 september 1730 - Parijs, 8 mei 1809) was een Frans beeldhouwer.

## Leven en werk
Pajou was zoon van een beeldhouwer en volgde de eerste lessen bij zijn vader. Later werd hij leerling van Jean-Baptiste Lemoyne. Hij won op zijn 18e de Prix de Rome, waardoor hij in staat werd gesteld in Rome te studeren aan de Académie de France. Hij was een neoclassicistisch beeldhouwer en werd bekend om zijn portretten van bekende Fransen (waaronder Madame du Barry (1773), Élisabeth Vigée-Le Brun (1783) en koningin Maria Leszczyńska) en naakten.
Pajou gaf les aan onder anderen Barthélemy Verboeckhoven en Philippe-Laurent Roland.
Hij deed meerdere keren mee aan de Parijse salon. In 1785 toonde hij hier zijn marmeren sculptuur van Blaise Pascal. Sinds 1960 behoort dit werk tot de collectie van het Louvre. Enkele andere musea waar zijn werk te vinden is, zijn het Museum of Fine Arts (Boston), de Hermitage (Sint-Petersburg) en de Koninklijke Musea voor Schone Kunsten van België.
- Bibliothèque nationale de France: cb13180143z (data)
- Gemeinsame Normdatei: 120123304
- International Standard Name Identifier: 0000 0000 8365 9783
- KulturNav: daf070aa-5ccd-4a46-9659-5ef3da2eb8fa
- Library of Congress Control Number: n97100683
- National Gallery of Victoria: 13332
- Nationale Bibliotheek van Israël: 987007458586205171
- Nederlandse Thesaurus van Auteursnamen: 17554364X
- RKD-Nederlands Instituut voor Kunstgeschiedenis: 61522
- SNAC: w6tq7j7x
- Système universitaire de documentation: 035301260
- Union List of Artist Names: 500015509
- Virtual International Authority File: 25425666
- WorldCat: E39PBJfCxxXFHmDJdMTcCGwwG3